# Christian Wulff
Christian Wilhelm Walter Wulff (Osnabrück, 19 de junho de 1959) é um advogado e político alemão, filiado ao partido conservador União Democrata-Cristã.
Em 30 de julho de 2010, foi eleito Presidente da Alemanha, o mais jovem da história a ocupar o posto no país, cargo que ocupou até renunciar em 17 de fevereiro de 2012, por causa do seu envolvimento num suposto caso de corrupção, envolvendo um empréstimo tomado pelo presidente quando era governador da Baixa Saxônia a juros baixos.
Graduado em direito, serviu como Ministro-presidente no estado da Baixa Saxônia entre 2003 e 2010.

## Vida
Wulff nasceu em Osnabrück e é católico. Seu pai deixou a família e ele cresceu com a mãe. Durante a juventude, assumiu as responsabilidades e cuidados de sua irmã mais nova, após sua mãe desenvolver esclerose múltipla.
Após realizar seu abitur no Ginásio Ernst Moritz Arndt em Osnabrück, Wulff iniciou o estudo do direito com especialização em economia na Universidade de Osnabrück.
Entre 1987 e 1990, foi aprovado no primeiro e segundo exames em direito e desde então trabalhou como procurador.
Christian Wulff casou-se em 1988 com a advogada Christiane Wulff (nascida em 1959), quando ambos eram estudantes em Osnabrück em 1983, com a qual teve a filha Annalena (nascida em 1993). Em junho de 2006, Wulff anunciou o divórcio da esposa.
Subsequentemente, casou com Bettina Körner (atualmente Bettina Wulff, nascida em 1973 em Hanôver) em 21 de março de 2008 em uma cerimónia particular. Bettina teve um filho do primeiro relacionamento, mas o casal teve o primeiro filho da união, um menino, em 12 de maio de 2008.

## Carreira política
Desde 1975, Wulff é membro da União Democrata-Cristã (CDU).
Entre 1978 e 1980, foi líder da Schülerunion, uma organização política estudantil filiada aos democratas-cristãos.
Em 1979, passou a ser diretor da Junge Union da qual, quatro anos depois, se tornou presidente. Em 1983, foi líder e representante da organização na Baixa Saxônia. Em 1985, ausentou-se da agremiação para dedicar-se ao direito, cuja graduação finalizou em 1986.
Ainda em 1986, foi eleito vereador em sua cidade.
Desde 1984, foi diretor regional do CDU pela Baixa Saxônia e o presidente regional desde 1994.
Em 1994, com 35 anos de idade, Christian Wulff deixou o cargo para, em 1998, ser designado como vice-presidente federal da CDU após eleições na Assembleia Legislativa da Alemanha.
Em 2008, foi substituído do cargo de presidente regional da CDU por David McAllister.
Em 30 de junho de 2010, Christian Wulff obteve a maioria absoluta no terceiro turno da eleição para presidente da república. Ele foi apoiado pela chanceler Angela Merkel em um contexto de baixa aprovação do governo dela.
Wulff foi indicado pelos partidos da coalizão (coligação) de governo – União Democrata Cristã (CDU), União Social-Cristã (CSU) e Partido Democrático Liberal (FDP), vencendo as eleições. Entretanto, a 17 de Fevereiro de 2012 renunciou ao cargo após uma extensa apuração levantar fortes suspeitas envolvendo suas finanças pessoais e supostos favores por ele aceitos quando era governador. De acordo com a procuradoria alemã Wullf teria obtido vantagens indevidas traficando influência, alegando os promotores que David Groenewold, produtor cinematográfico, havia pago £$ 720 em despesas de uma viagem à Oktoberfest de Munique feita por Wulff em 2008, quando ele ainda era governador do estado da Baixa Saxônia. Em troca, Wulff teria telefonado para um executivo da Siemens pedindo apoio a um projeto de Groenewold. Depois disso, outras acusações contra o ex-presidente foram apresentadas, como um suposto empréstimo hipotecário com juros muito abaixo dos valores de mercado.
Em 27 de Fevereiro de 2014 o Tribunal Regional de Hannover absolveu o ex-presidente, declarando-o inocente devido à falta de provas que sustentassem a acusação num processo de tráfico de influência que o havia forçado a renunciar há dois anos. O veredicto marcou o fim de um longo e dramático processo que arruinou a carreira política do ex-presidente e ex-governador da Baixa Saxônia.